# بوودوینهام (مین)
بوودوینهام(به انگلیسی: Bowdoinham) شهری در ایالت مین کشور ایالات متحده آمریکا است که جمعیت آن در سرشماری سال ۲۰۱۰ میلادی، ۷۲۲ نفر بوده‌است.